# Evarcha crinita
Evarcha crinita är en spindelart som beskrevs av Logunov, Zamanpoore 2005. Evarcha crinita ingår i släktet Evarcha och familjen hoppspindlar. Inga underarter finns listade i Catalogue of Life.